# Efferia labidophora
Efferia labidophora är en tvåvingeart som först beskrevs av Christian Rudolph Wilhelm Wiedemann 1828.  Efferia labidophora ingår i släktet Efferia och familjen rovflugor. Inga underarter finns listade i Catalogue of Life.